# Тиндаль (лунный кратер)
Кратер Тиндаль (лат. Tyndall), не путать с кратером Тиндаль на Марсе, — небольшой ударный кратер в южном полушарии обратной стороны Луны. Название присвоено в честь английского физика Джона Тиндаля (1820—1893) и утверждено Международным астрономическим союзом в 1970 г. 

## Описание кратера

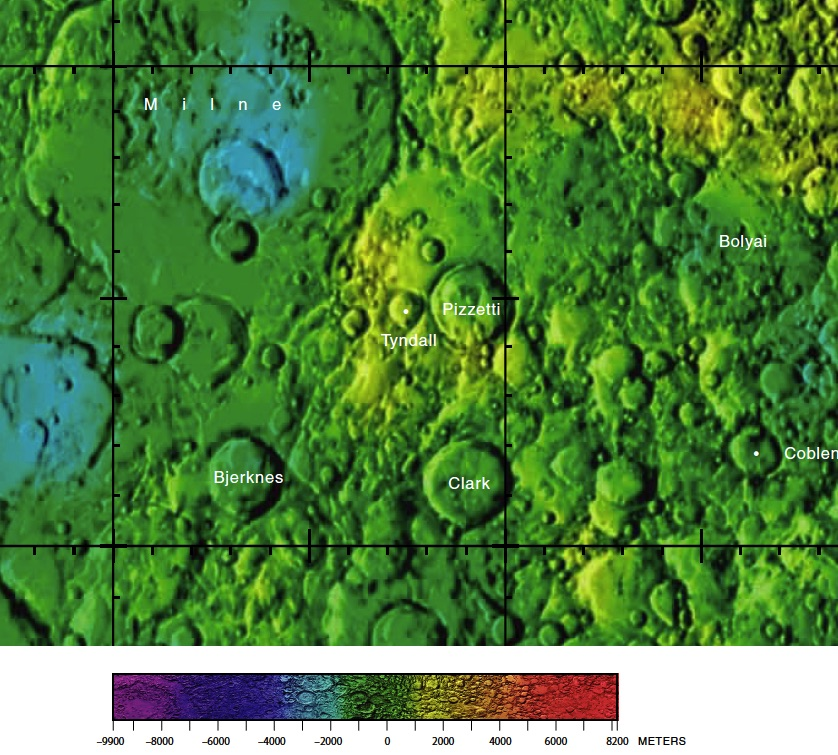
Окрестности кратера Тиндаль. Фрагмент карты обратной стороны Луны.

Ближайшими соседями кратера Тиндаль являются кратер Милн на северо-западе; кратер Пиццетти на востоке; кратер Кларк на юге-юго-востоке и кратер Бьеркнес на юго-западе. Селенографические координаты центра кратера 35°12′ ю. ш. 117°38′ в. д. / 35,2° ю. ш. 117,64° в. д., диаметр 20,9 км, глубина 1,7 км
Кратер Тиндаль имеет близкую к циркулярной форму с небольшим выступом в восточной части и умеренно разрушен.  Вал сглажен, внутренний склон в южной части отмечен несколькими пятнами с высоким альбедо. Высота вала над окружающей местностью достигает 750 м. Дно чаши пересеченное, немного северо-западнее центра расположен маленький чашеобразный кратер.

## Сателлитные кратеры

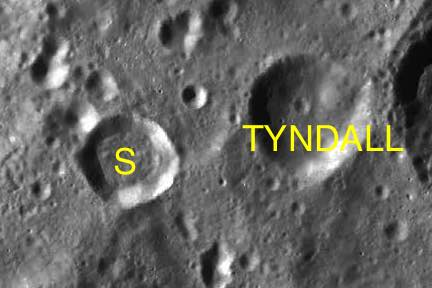
Фрагмент карты LAC-117.

| Тиндаль | Координаты                                              | Диаметр, км |
| ------- | ------------------------------------------------------- | ----------- |
| S       | 35°28′ ю. ш. 116°23′ в. д. / 35,46° ю. ш. 116,39° в. д. | 16,0        |

## См.также
- Список кратеров на Луне
- Лунный кратер
- Морфологический каталог кратеров Луны
- Планетная номенклатура
- Селенография
- Минералогия Луны
- Геология Луны
- Поздняя тяжёлая бомбардировка